# Јерменија на Светском првенству у атлетици на отвореном 2011.
Јерменија је учествовала на 13. Светском првенству у атлетици на отвореном 2011. одржаном у Тегу од 27. августа до 4. септембра. Репрезентацију Јерменије представљало је двоје такмичара (1 мушкарац и 1 жена) који су се такмичили у 2 дисциплине (1 мушкарац  и 1 жена). , 
На овом првенству Јерменија није освојила ниједну медаљу. Није било нових националних, личних и рекорда сезоне.

## Учесници
| Мушкарци: - Ашот Хајрапетијан — 800 м | Жене: - Амалија Шаројан — 400 м |  |

## Резултати

### Мушкарци
| Атлетичар         | Дисциплина | Лични рекорд | Група      | Група      | Полуфинале           | Полуфинале           | Финале               | Финале       | Детаљи |
| Атлетичар         | Дисциплина | Лични рекорд | Резултат   | Место      | Резултат             | Место                | Резултат             | Место        | Детаљи |
| ----------------- | ---------- | ------------ | ---------- | ---------- | -------------------- | -------------------- | -------------------- | ------------ | ------ |
| Ашот Хајрапетијан | 800 м      |              | 1:50,09 ЛР | 6. у гр. 3 | Није се квалификовао | Није се квалификовао | Није се квалификовао | 36 / 43 (44) |        |

### Жене
| Атлетичар       | Дисциплина    | Лични рекорд | Група    | Група      | Полуфинале            | Полуфинале            | Финале                | Финале  | Детаљи |
| Атлетичар       | Дисциплина    | Лични рекорд | Резултат | Место      | Резултат              | Место                 | Резултат              | Место   | Детаљи |
| --------------- | ------------- | ------------ | -------- | ---------- | --------------------- | --------------------- | --------------------- | ------- | ------ |
| Амалија Шаројан | 400 м препоне | 59,18 НР     | 58,54 НР | 7. у гр. 5 | Није се квалификовала | Није се квалификовала | Није се квалификовала | 32 / 38 |        |

Легенда: НР = национални рекорд, ЛР= лични рекорд, РС = Рекорд сезоне (најбољи резултат у сезони до почетка првества), КВ = квалификован (испунио норму), кв = квалификова (према резултату)